# The Best (PlayStation-árvonal)
A The Best (stilizálva the Best) Sony Computer Entertainment PlayStation-árvonal Japánban és Ázsia bizonyos területein. A hasonló árvonalak közé tartozik az észak-amerikai Greatest Hits, az Essentials a PAL területeken, illetve a dél-koreai a BigHit Series.
Az első PlayStation-konzolnál a The Best árvonalat a PS one 2001-es megjelenésével a PS one Books váltotta. Ezen játékok a legkelendőbb címek voltak, melyeket az új árvonal alatt csökkentett áron újra megjelentettek. A PS one Books-címke alatt megjelent játékok nem a többi PlayStation-játéknál megszokott hagyományos CD-tokban, hanem vékonyabb tokban kerültek forgalomba. A játékok használati útmutatói rendszerint a tokon kívülre kerültek, a kiskönyvet és a CD-tokot műanyag csomagolással fogták egybe. A lemezeken általában a korábban megjelent játékszoftver változatlan maradt, bár néhány címnél kijavítottak néhány programhibát. A PS one Books-címke alatt még 2006 végén is jelentek meg játékok.
Az első PlayStation 3 The Best-címek 2008. március 19-én jelentek meg, azonban az Armored Core 4 ezt megelőzően, 2008. január 10-én a the Best Collection-címke alatt jelent meg.

## PlayStation

### The Best
| - A. IV Evolution Global - A5: A-ressa de ikó 5 - Ace Combat - Ace Combat 2 - Ace Combat 3: Electrosphere - Akagava Dzsiró: Jaszókjoku - Akumadzsó Dracula X: Gekka no jaszókjoku - Arc the Lad - Arc the Lad II - Arc the Lad III - Armored Core - Armored Core: Project Phantasma - Armored Core: Master of Arena - Bakuszó dekotora denszecu: Art Truck Battle - Bakuszó dekotora denszecu 2 - Bass Landing 2 - Battle Arena Toshinden 2 Plus - Bloody Roar - Boku no nacujaszumi - Bokudzsó monogatari Harvest Moon - Boxer’s Road - Breath of Fire III - Breath of Fire IV - Burger Burger - Classic Road - Clock Tower 2 - Cool Boarders - Cool Boarders 2: Killing Season - D no sokutaku - Dai-4-dzsi Super Robot taiszen S - Daiszenrjaku: Player’s Spirit - Denszecu no Ogre Battle - Densa de Go! - Densa de Go! 2 - Densa de Go! Professional - Devil Summoner: Soul Hackers - Diablo - Dino Crisis - Dino Crisis 2 - Dokapon! Ikari no tecuken - Doko demo issó - Echo Night - Elie no Atelier: Salburg no renkindzsucusi 2 - FIFA: Road to World Cup 98 - Fighting Illusion: K-1 Revenge - Fighting Illusion: K-1 Grand Prix ’98 - Fish Eyes - Gakkó vo cukuró!! - Gallop Racer 2: One and Only Road to Victory - Gallop Racer 2000 - Genszó szuikoden - Gokudzsó Parodius da! Deluxe Pack - Gradius gaiden - Gran Turismo - Grandia - Gun Bullet - Gunbarl - Hadzsime no Ippo: The Fighting! - Honkaku Pro madzsong tecuman Special - Hósin engi - Hyper Olympic in Nagano - I.Q.: Intelligent Qube - I.Q.: Final - Initial D - Jet de Go!: Let’s Go by Airliner - Kageró: Kokumeikan sinso - Kamen Rider - Kenszecu kikai Simulator: Kenki ippai!! - Kidó szensi Gundam | - Kidó szensi Gundam Version 2.0 - Kindaicsi sónen no dzsikenbo hihótó arata naru szangeki - King’s Field II - King’s Field III - Klayman Klayman: Neverhood no nazo - Kokumeikan: Trap Simulation Game - Legaia denszecu - Linda³ Again - Lunar: Silver Star Story Complete - Lupin III: Chateau de Cagliostro szaikai - Macross Digital Mission VF-X - Madzsong taikai II Special - Maria: Kimitacsi ga umareta vake - Marie no Atelier Plus: Salburg no renkindzsucusi - Megami ibunroku Persona - Menkjo vo toró - Minna no Golf - Minna no Golf 2 - Moon: Remix RPG Adventure - Moonlight Syndrome - My Home Dream - Myst - Namco Museum Encore - Namco Museum Volume 1 - Namco Museum Volume 2 - Namco Museum Volume 3 - Namco Museum Volume 4 - Namco Museum Volume 5 - Neo Atlas - Nobunaga no jabó: Haóden - Nobunaga no jabó: Tensóki - Nobunaga no jabó: Sószeiroku - Nobunaga no jabó: Reppúden - Neël: Not Digital - Option Tuning Car Battle - Ore no rjóri - Ore no sikabane vo koete juke - OverBlood - OverBlood 2 - Pachi-Slot kanzen kórjaku 3 - PAL: Sinken denszecu - PaRappa the Rapper - Parlor! Pro - Parlor! Pro 2 - Parlor! Pro 4 - Persona 2: Cumi - Pilot ni naró! - Policenauts - PoPoLoCrois monogatari - PoPoLoCrois monogatari II - Pro madzsong kivame Plus - Puyo Puyo cú ketteiban - Puyo Puyo Sun ketteiban - R?MJ: The Mystery Hospital - RayStorm - Real Bout garó denszecu - Rebus - Ridge Racer - Ridge Racer Revolution - Rittai nindzsa kacugeki tencsu: Sinobi gaiszen - RPG cukúru 3 - Runabout - Ruróni Kensin: Meidzsi kenkaku romantan: Isin gekitó-hen - Ruróni Kensin: Meidzsi kenkaku romantan: Dzsújúsi inbó-hen - Samurai Spirits: Zankuro muszóken - Szangoku muszó | - Szangokusi IV - Szangokusi V - Szangokusi VI - SD Gundam: G Century - SD Gundam: G Generation - Szentó kokka: Air Land Battle - Szentó kokka kai Improved - Sin Nippon Pro Wrestling: Tókon recuden - Sin Super Robot taiszen - Sin Theme Park - Sinszecu Samurai Spirits busidó recuden - Sutokó Battle: Drift King - Sutokó Battle R - Sidewinder USA - Sidewinder 2 - SimCity 2000 - Szómató - Soul Edge - Sound Novel Evolution 1: Otogiriszó szosei-hen - Sound Novel Evolution 2: Kamaitacsi no joru tokubecu-hen - Street Fighter EX Plus α - Street Fighter Zero 2’ - Super Robot taiszen F - Super Robot taiszen F kankecu-hen - Taikó rissiden II - Taijó no sippo: Wild, Pure, Simple Life - Tales of Phantasia - Tales of Destiny - Tales of Eternia - Tamamaju monogatari - Tekken - Tekken 2 - Tekken 3 - The Conveni: Ano macsi vo dokuszen szejo - The King of Fighters ’95 - The King of Fighters ’96 - The King of Fighters ’97 - The Raiden Project - Theme Park - Time Crisis - Tokimeki Memorial: Forever with You - Tomb Raider - Tomb Raider II - Tóge Max: Szaiszoku Driver Master - Tóge Max 2 - True Love Story - Cuvadó Seabass Fishing - Ultraman Fighting Evolution - UmJammer Lammy - Vandal Hearts - Vib-Ribbon - Vigilante 8 - V-Rally Championship Edition - Wild Arms - Wild Arms: 2nd Ignition - Winning Post 2: Program ’96 - Winning Post 3 - Wizardry: Llylgamyn Saga - World Neverland: Olerud ókoku monogatari - World Neverland 2: Pluto kjóvakoku monogatari - XI sai - XI [sai] Jumbo - Jarudora Series Vol. 1: Double Cast - Jarudora Series Vol. 2: Kiszecu vo dakisimete - Jarudora Series Vol. 3: Szampaguita - Jarudora Series Vol. 4: Jukivari no hana - Yu-Gi-Oh! Monster Capsule Breed & Battle - Zero Pilot: Fighter of Silver Wing |

### The Best for Family
| - Bakuszó kjódai Let’s & Go!!: WGP Hyper Heat - Bomberman Fantasy Race - Bomberman World - Choro Q Ver 1.02 - Choro Q 2 - Choro Q 3 - Choro Q Marine: Q-Boat - Choro Q Wonderful! - Crash Bandicoot - Crash Bandicoot 2: Cortex Strikes Back - Crash Bandicoot 3: Flying! Globe-Trotting - Crash Bandicoot Racing - Detana TwinBee Yahoo! Deluxe Pack - Digimon World - Dragon Ball Z: Idainaru Dragon Ball denszecu - Dragon Ball Z: Ultimate Battle 22 - Dragon Ball Final Bout | - DX dzsinsei Game - DX dzsinsei Game II - DX Nippon tokkju rjokó Game - DX okuman csódzsa Game - Ganbare Goemon: Ucsú kaizoku akogingu - Gucso de Park: Theme Park monogatari - Hermie Hopperhead: Scrap Panic - Ivatobi Penguin Rocky X Hopper - Kava no nusi curi: Hikjó vo motomete - Kaze no Klonoa: Door to Phantomile - Meitantei Conan - Momotaró denszecu - Momotaró denszecu 7 - Motor Toon Grand Prix USA Edition - Njan to Wonderful - Pocket Fighter | - Puzzle Bobble 2 - Puzzle Bobble 3 DX - Rockman 8: Metal Heroes - Rockman Battle & Chase - Rockman Dash hagane no bókensin - Rockman Dash 2 - Episode 2: Great Inheritance - Rockman X3 - Rockman X4 - Rockman X5 - Rockman X6 - Szaru! Get You! - Smash Court - Szuszume! Taiszen Puzzle-dama - Tetris X - Time bokan Series: Bokan to ippacu! Doronbo - Tron ni kobun |

### PSone Books
| - 20 reiki Striker recuden - Akagava Dzsiró: Madzsotacsi no nemuri: Fukkacuszai - Akagava Dzsiró: Jaszókjoku - Akagava Dzsiró: Jaszókjoku 2 - Akumadzsó Dracula X: Gekka no jaszókjoku - America ódan Ultra Quiz - Arc the Lad - Arc the Lad II - Arc the Lad III - Armored Core - Armored Core: Project Phantasma - Armored Core: Master of Arena - Beltlogger 9 - Bishi Bashi Special - Bishi Bashi Special 2 - Bishi Bashi Special 3: Step Champ - Bokudzsó monogatari Harvest Moon for Girl - Bomberman Fantasy Race - Bomberman Land - Charamela - Chocobo Racing - Choro Q 3 - Choro Q Jet: Rainbow Wings - Choro Q Marine: Q-Boat - Choro Q Wonderful! - Chrono Trigger - Chrono Cross - Colin McRae the Rally - Colin McRae the Rally 2 - Combat Choro Q - Crash Bandicoot - Crash Bandicoot 2: Cortex Strikes Back - Crash Bandicoot 3: Flying! Globe-Trotting - Crash Bandicoot Carnival - Crash Bandicoot Racing - Croket! Kindan no kinka Box - Denku szekka Micro Runner - Detana TwinBee Yahoo! Deluxe Pack - Devil Summoner: Soul Hackers - Dewprism - Digital Glider Airman - Dókju Re-Mix: Billiards Multiple - Dragon Quest IV: Micsibikaresi monotacsi - Dragon Quest VII: Eden no szensi-tacsi - DX dzsinszei Game V - DX okuman csója Game II - DX sacsó Game - Echo Night - Echo Night #2: Nemuri no sihaisa - Ehrgeiz - Enen Angel - Exciting Pro Wrestling 2 - Fever: Szankjo kósiki Pachinko Simulation - Fever 2: Szankjo kósiki Pachinko Simulation - Fever 3: Szankjo kósiki Pachinko Simulation - Fever 4: Szankjo kósiki Pachinko Simulation - Fever 5: Szankjo kósiki Pachinko Simulation - Final Fantasy Tactics - Final Fantasy VII International - Fish Eyes - Fish Eyes II - Front Mission 3 - Gakkó vo cukuró!! - Gakkó vo cukuró!! 2 - Gallop Racer 3 - Ganbare Goemon: Óedo daikaiten - Ganbare Goemon: Ucsú kaizoku akogingu | - GeGeGe no Kitaró: Gjakusú! Jókai daicsiszen - Gekitocu Toma L’Arc: TomaRunner vs L’Arc-en-Ciel - Genszó szuikoden - Genszó szuikoden II - Genszó szuikogaiden Vol.1: Harmonia no kensi - Genszó szuikogaiden Vol.2 Kuriszutaru baree no kettó - GetBackers dakkanja - Goemon: Sin szedai súmei! - Gokudzsó Parodius da! Deluxe Pack - Gradius gaiden - Gran Turismo - Gran Turismo 2 - Great Rugby dzsikkjó ’98 - Groove Adventure Rave: Mikan no hiszeki - Groove Adventure Rave: Júkjú no kizuna - Gucso de Park: Theme Park monogatari - Hai-sin 2 - Hunter × Hunter: Maborosi no Greed Island - Hunter × Hunter: Ubavareta Aura Stone - I.Q.: Final - Kageró: Kokumeikan sinso - Kava no nusi curi: Hikjó vo motomete - Kenszecu kikai Simulator: Kenki ippai!! - Kero Kero King - King’s Field - King’s Field II - King’s Field III - Kokumeikan: Trap Simulation Game - Lake Masters Pro - Little Princess: Marl ókoku no ningjó hime 2 - Megami ibunroku Persona - Metal Gear Solid - Metal Gear Solid: Integral - Metal Slug - Mezasze! Meimon jakjubu - MiniMoni: Dice de pjon! - Momotaró denszecu - Momotaró denszecu V - Momotaró denszecu 7 - Musi taró - My Home Dream - Neko na Ka-n-ke-I - Óma ga toki - Óma ga toki 2 - Ore no rjóri - Ore no sikabane vo koete juke - Pachi-Slot aruze ókoku 2 - Pachi-Slot aruze ókoku 4 - PaRappa the Rapper - Parasite Eve 2 - Policenauts - PoPoLoCrois monogatari - PoPoLoCrois monogatari II - PoPoLoGue - Quiz $ Millionaire - Quiz $ Millionaire: Vaku vaku Party - Quiz darakeno dzsinszei Game dai-2-kai! - R4: Ridge Racer Type 4 - Racing Lagoon - Reikoku: Ikeda kizoku sinrei kenkjúdzso - Rockman - Rockman 2: Dr. Wily no nazo - Rockman 3: Dr. Wily no szaigo!? - Rockman 4: Aratanaru jabó!! - Rockman 5: Blues no vana!? - Rockman 6: Sidzsószai dai no tatakai!! - Rockman X4 | - SaGa Frontier - SaGa Frontier 2 - Samurai Spirits: Zankuro muszóken - Samurai Spirits: Amakusza kórin Special - Szaru! Get You! - Szeidzsi vo aszobó: Potestas - Szeiken denszecu: Legend of Mana - Szenrjaku sidan: Tora! Tora! Tora! Rikuszen-hen - Sin Theme Park - Sutokó Battle R - Silent Hill - Sister Princess - Sister Princess 2 - Slap Happy Rhythm Busters - Smash Court - Soul Edge - Sound Novel Evolution 3: Macsi – Unmei no kószaten - Star Ocean: The Second Story - Submarine Hunter Sya-Chi - Summon Night - Summon Night 2 - Super Robot taiszen Alpha - Super Robot taiszen Alpha gaiden - Taijó no sippo: Wild, Pure, Simple Life - Tamamaju monogatari - Tenkú no Restaurant - Tennis no ódzsiszama - The Adventure of Puppet Princess: Marl ókoku no ningjó hime - The Bombing Islands: Kid Klown no Krazy Puzzle - The King of Fighters ’97 - The King of Fighters ’98 - Theme Aquarium - Tokimeki Memorial: Forever with You - Tokimeki Memorial 2 Substories: Dancing Summer Vacation - Tokimeki Memorial 2 Substories: Leaping School Festival - Tokimeki Memorial 2 Substories: Memories Ringing On - Tokimeki Memorial Drama Series Vol.1: Nidzsiiro no szeisun - Tokimeki Memorial Drama Series Vol.2: Irodori no Love Song - Tokimeki Memorial Drama Series Vol.3: Tabidacsi no uta - Tokimeki Memorial taiszen Puzzle-dama - Tokimeki Memorial 2 taiszen Puzzle-dama - Tokimeki no hókago - Tomb Raider - Tomb Raider II - Tora! Tora! Tora! - Twilight Syndrome szaikai - TwinBee RPG - Umi no nusi curi: Takaradzsima ni mukatte - UmJammer Lammy - Uravaza madzsong: Korette tenvatte jacukai - Vagrant Story - Valkyrie Profile - Vampire Hunter D - Vandal Hearts - Vandal Hearts II: Tendzso no mon - Vib-Ribbon - V-Rally Championship Edition - V-Rally Championship Edition 2 - Wild Arms - Wild Arms: 2nd Ignition - WTC: World Touring Car Championship - Xenogears - XI sai - Yu-Gi-Oh! Monster Capsule Breed & Battle - Yu-Gi-Oh! Shin Dual Monsters - Zen-Nippon Pro Wrestling: Ódzsa no kon |

## PlayStation 2
| - .hack//G.U. Vol. 1: Szaitan - .hack//G.U. Vol. 2: Kimi omó koe - .hack//G.U. Vol. 3: Aruku jóna hajasza de - .hack//Vol. 1 x Vol. 2 - .hack//Vol. 3 x Vol. 4 - A.C.E.: Another Century’s Episode - Ace Combat 04: Shattered Skies - Ace Combat 5: The Unsung War - Ace Combat: The Belkan War - Ar tonelico: Szekai no ovari de utai cuzukeru sódzso - Ar tonelico II: Szekai ni hibiku sódzso-tacsi no Metafalica - Armored Core 2 - Armored Core 2: Another Age - Armored Core 3 - Armored Core 3: Silent Line - Armored Core: Last Raven - Armored Core: Nexus - Bakuszó dekotora denszecu: Otoko hanamicsi jume roman - Biohazard 4 - Biohazard Outbreak - Bleach: Blade Battlers - Bleach: Erabaresi tamasii - Bleach: Hanataresi jaboó - Boku no nacujaszumi 2 - Boku to maó - Bokudzsó monogatari 3: Heart ni hi vo cukete - Bokudzsó monogatari: Oh! Wonderful Life - Bomberman Land 2 - Bravo Music - Breath of Fire V: Dragon Quarter - Busin: Wizardry Alternative - Capcom Vs. SNK 2: Millionaire Fighting 2001 - Crash Bandicoot 4: Szakurecu! Madzsin Power - Culdcept II Expansion - Dai-2-dzsi Super Robot taiszen Alpha - Dai-3-dzsi Super Robot taiszen Alpha: Súen no ginga e - Dark Cloud - Dark Chronicle - Dead or Alive 2: Hardcore - Dennó szenki Virtual-On: Marz - Densa de Go!! Final - Densa de Go!! Sinkanszen - Devil May Cry - Devil May Cry 3: Special Edition - Dragon Ball Z - Dragon Ball Z 2 - Dragon Ball Z 3 - Energy Airforce - Exciting Pro Wrestling 3 - EX dzsinszei Game II - Extermination - Fate/stay night Réalta Nua - Final Fantasy X - Fu-un bakumacu-den - Fu-un sinszengumi - Galacta meiszaku gekidzsoó: Rakugaki ókoku - Gallop Racer 6: Revolution - Gambler denszecu Tecuja - Gendzsi - Genszó szuikoden IV - Genszó szuikoden V - God Hand - Gran Turismo 3: A-Spec - Gran Turismo 4 - Gran Turismo 4 Prologue - Gran Turismo Concept: 2001 Tokyo - Guilty Gear X Plus - Guilty Gear XX: The Midnight Carnival - Gundam muszó Special - Gundam muszó 2 - Gundam True Odyssey: Usinavareta G no denszecu - GunGriffon Blaze - Hadzsime no Ippo: Victorious Boxers – Championship Version - Ico - Ikusza gami - Initial D: Special Stage - Jak & Daxter: The Precursor Legacy | - Ka - Kageró II: Dark Illusion - Kamaitacsi no joru 2 - Katamari damasii - Kaze no Klonoa 2: Szekai ga nozonda vaszuremono - Kengo - Kengo 2 - Kengo 3 - Kenka bancsó - Kenka bancsó 2: Full Throttle - Kesszen - Kesszen II - Kesszen III - Kidó szensi Gundam Seed Destiny: Rengó vs. Z.A.F.T. II Plus - Kidó szensi Gundam: Giren no jabó - Axis no kjói V - Kidó szensi Gundam: Renpó vs. Zeon DX - Kidó szensi Z Gundam: AEUG Vs. Titans - Kinnikuman: Generations - Kotoba no Puzzle: Modzsipittan - Legaia: Duel Saga - Lupin III: Madzsucu-ó no iszan - Magna Carta: Tears of Blood - Makai szenki Disgaea - Makai szenki Disgaea 2 - Maximo - Metal Gear Solid 2: Sons of Liberty - Metal Gear Solid 2: Substance - Metal Gear Solid 3: Snake Eater - Metal Saga: Szadzsin no kuszari - Minna daiszuki katamari damasii - Minna no Golf 3 - Minna no Golf 4 - Minna no Tennis - Momotaró dentecu 12: Nisinihon-hen mo ari massze! - Momotaró dentecu 15: Godai bombi tójó! no maki - Momotaró dentecu 16: Moving in Hokkaido! - Momotaró dentecu USA - Monster Farm 4 - Monster Hunter G - Monster Hunter 2 - Muszó Orochi - Muszó Orochi: Maó szairin - Namco × Capcom - Naruto: Narutimate Hero - Naruto: Narutimate Hero 2 - Naruto: Narutimate Hero 3 - New Dzsinszei Game - Nobunaga no jabó: Kakusin - Nobunaga no jabó: Tenka szószei - Odin Sphere - Ókami - Onimusa - Onimusa 2 - Operator’s Side - PaRappa the Rapper 2 - Persona 3: Fes - Persona 4 - Phantasy Star Universe - Phantom Brave - Pilot ni naró! 2 - Pipo szaru 2001 - PoPoLoCrois: Hadzsimari no bóken - Puyo Puyo Fever - Ratchet & Clank - Ratchet & Clank 2: GaGaGa! Ginga no Commandos - Ratchet & Clank 3: Tocugeki! Galactic Rangers - Ratchet & Clank 4th: GiriGiri ginga no Giga Battle - Rez - Ridge Racer V - Rogue Galaxy Director’s Cut - R-Type Final - Ruróni Kensin: Meidzsi kenkaku romantan: Endzsó! Kiotó rinne - Rjú ga gotoku - Rjú ga gotoku 2 - Szamuráj dó: Kanzenban - Szamuráj dó 2: Kettóban | - Szangokusi VII - Szaru! Get You! 2 - Szaru! Get You! 3 - Szaru! Get You: Million Monkeys - Szengoku Basara 2 - Szengoku Basara 2: Eijú gaiden - Szengoku muszó - Szengoku muszó: Mósóden - Szengoku muszó 2 - Szengoku muszó 2: Empires - Seven: Molmorth no kiheitai - Shadow Hearts - Shadow Hearts II: Director’s Cut - Sin megami tenszei III: Nocturne - Sin onimusa: Dawn of Dreams - Sin szangoku muszó - Sin szangoku muszó 2 - Sin szangoku muszó 3 - Sin szangoku muszó 3 musóden - Sin szangoku muszó 4 - Sin szangoku muszó 4 Empires - Sin szangoku muszó 4 mósóden - Sin szangoku muszó 5 Special - Shining Force EXA - Shining Tears - Shining Wind - Sinobi - Sutokó Battle 0 - Sutokó Battle 01 - Sidewinder Max - Siren - Siren 2 - Space Channel 5 Part 2 - Summon Night 3 - Super Robot taiszen Impact - Super Robot taiszen OG: Original Generations - Super Robot taiszen Z - Survivor 2: BioHazard Code: Veronica - Szuzumija Haruhi no tomadoi - Taiko no tacudzsin: Appare szandaime - Taiko no tacudzsin: Go! Go! Godaime - Taiko no tacudzsin: Vaku vaku anime macuri - Tales of Destiny 2 - Tales of Legendia - Tales of Symphonia - Tales of the Abyss - Tear Ring Saga: Berwick Saga - Tekken 4 - Tekken 5 - Tekken Tag Tournament - Tencsu kurenai - Tencsu szan - Tengai makjó II: Mandzsimaru - Tengai makjó III: Namida - Time Crisis 2 - Toro to kjúdzsicu - Tourist Trophy - True Crime: New York City - Ultraman - Ultraman Fighting Evolution 2 - Vampire Night - Venus & Braves: Madzso to megami to horobi no jogen - Wander to kjozó - Wild Arms Alter Code: F - Wild Arms: Advanced 3rd - Wild Arms: The 4th Detonator - Wild Arms: The Vth Vanguard - WRC: World Rally Championship - Xenosaga Episode I: Der Wille zur Macht - Xenosaga Episode II: Jenseits von Gut und Böse - Jú jú hakuso Forever - Z.O.E.: Zone of the Enders - Zero - Zero II: Akai csó - Zero III: Siszei no koe - Zettai zecumei tosi |

## PlayStation 3
| - Ace Combat: Assault Horizon - Afrika - Akiba’s Trip 2 (Ázsiában) - Alice: Madness Returns (Ázsiában) - Ar tonelico III: Szekai súen no hikigane va sódzso no uta ga hiku - Armored Core 4 - Armored Core: For Answer - Army of Two (Ázsiában) - Assassin’s Creed (Ázsiában) - Assassin’s Creed II (Ázsiában) - Assassin’s Creed III (Ázsiában) - Assassin’s Creed IV: Black Flag (Ázsiában) - Assassin’s Creed: Brotherhood (Ázsiában) - Assassin’s Creed: Revelations (Ázsiában) - Battlefield 3 - Battlefield: Bad Company (Ázsiában) - Battlefield: Bad Company 2 (Ázsiában) - Bayonetta - BioHazard 5 (Ázsiában) - BioHazard 5: Alternative Edition - BioHazard 6 - BioHazard Chronicles HD Selection - BioHazard HD Remaster - BioHazard: Revelations – Unveiled Edition - BioHazard: Revelations 2 - BioHazard: Revival Selection - Bladestorm: Hjakunen szenszó - BlazBlue: Calamity Trigger (Ázsiában) - BlazBlue: Chrono Phantasma - BlazBlue: Continuum Shift Extend - Bleach: Soul Ignition - Boku no nacujaszumi 3 - Burnout Paradise: The Ultimate Box (Ázsiában) - Crysis 2 (Ázsiában) - Dai-3-dzsi Super Robot taiszen Z dzsigoku-hen - Darksiders: Sinpan no toki (Ázsiában) - Dead Rising 2 - Dead Space (Ázsiában) - Dead Space 2 (Ázsiában) - Demon’s Souls - Devil May Cry 4 - Devil May Cry HD Collection (Ázsiában) - Disgaea Dimension 2 - Dragon Ball: Ultimate Blast - Dragon’s Crown (Ázsiában) - Dragon’s Dogma - Dragon Age: Origins - Driver: San Francisco (Ázsiában) - Earth Defense Force: Insect Armageddon - Eijú denszecu: Szen no kiszeki - Enchant Arm - Escha & Logy no Atelier: Taszogare no szora no renkindzsucusi - Fallout 3 - Fallout 3: Game of the Year Edition - Fallout: New Vegas - FIFA 11 (Ázsiában) - FIFA 12 (Ázsiában) - Fight Night Round 4 (Ázsiában) - FolksSoul: Usinavareta densó - God of War III - Grand Theft Auto IV - Gundam muszó | - Gundam muszó 2 - Gundam muszó 3 - Heavy Rain - InFamous - InFamous 2 - Initial D Extreme Stage - Just Dance 4 (Ázsiában) - Katamari Forever - Kidó szensi Gundam: Extreme VS - Kidó szensi Gundam: Extreme VS Full Boost - Kidó szensi Gundam: Target in Sight - Kidó szensi Gundam szenki Record U.C. 0081 - Killzone 2 - Killzone 3 - LittleBigPlanet - LittleBigPlanet 2 - Lost Planet: Extreme Condition - Lost Planet 2 - Macross 30: Ginga vo cunagu utagoe - MAG: Massive Action Game - Makai szenki Disgaea 3 - Meruru no Atelier: Arland no renkindzsucusi 3 - Metal Gear Solid 4: Guns of the Patriots - Metal Gear Solid HD Edition - Metal Gear Solid: Peace Walker HD Edition - Minna no Golf 5 - Minna no Golf 6 - Monster Hunter Portable 3rd HD Ver. - Muszó Orochi 2 - Muszó Orochi 2 Ultimate - Muszó Orochi Z - Naruto Narutimate Storm - Naruto sippúden: Narutimate Storm 2 - Need for Speed: Carbon (Ázsiában) - Need for Speed: ProStreet (Ázsiában) - Need for Speed: Shift (Ázsiában) - Need for Speed: Undercover (Ázsiában) - Nindzsa gaiden Sigma - Nindzsa gaiden Sigma 2 - Nobunaga no jabó: Tendó - Nobunaga no jabó: Tendó with Power-Up Kit - Nobunaga no jabó: Szózó - No More Heroes: Red Zone Edition - Ókami zekkei-ban - Prince of Persia (Ázsiában) - Ratchet & Clank Future - Resistance: Fall of Man - Resistance 2 - Ridge Racer 7 - Rocksmith 2014 (Ázsiában) - Rise from Lair - Rune Factory Oceans - Rjú ga gotoku 1&2 HD Edition - Rjú ga gotoku 3 - Rjú ga gotoku 4 - Rjú ga gotoku 5 - Rjú ga gotoku kenzan! - Rjú ga gotoku of the End - Rorona no Atelier: Arland no renkindzsucusi - Sacred 2: Fallen Angel - Saint Szeija szenki - Szamuráj dó 3 Plus | - Szamuráj dó 4 Plus - Szangokusi XII - Szengoku Basara 3 - Szengoku Basara 3: Utage - Szengoku Basara 4: Szumeragi - Szengoku muszó 3 Empires - Szengoku muszó 3 Z - Szengoku muszó 4 - Szendzsó no Valkyria - Shallie no Atelier: Taszogare no umi no renkindzsucusi - Sin kamaitacsi no joru: 11 hitome no Suspect - Sin szangoku muszó 5 - Sin szangoku muszó 5 Empires - Sin szangoku muszó 6 - Sin szangoku muszó 6 mósóden - Sin szangoku muszó 6 Empires - Sin szangoku muszó 7 - Shining Resonance - Sirokisi monogatari: Hikari to jami no kakuszei - Siren: New Translation - SoulCalibur IV - Street Fighter IV (Ázsiában) - Super Street Fighter IV (Ázsiában) - Super Street Fighter IV: Arcade Edition - Tales of Graces f - Tales of Vesperia - Tales of Xillia - Tales of Xillia 2 - Tears to Tiara: Kakan no daicsi (Ázsiában) - Tekken 6 - Tekken Tag Tournament 2 - The Elder Scrolls IV: Oblivion - The Elder Scrolls IV: Oblivion – Game of the Year Edition - The Elder Scrolls V: Skyrim - The Elder Scrolls V: Skyrim – Legendary Edition - The Idolmaster 2 - The Idolmaster One For All - The Last of Us - The Orange Box (Ázsiában) - Tom Clancy’s Ghost Recon Advanced Warfighter 2 (Ázsiában) - Tom Clancy’s Rainbow Six: Vegas - Tom Clancy’s Splinter Cell: Double Agent (Ázsiában) - Tokyo Jungle - Toro to morimori (Ázsiában) - Totori no Atelier: Arland no renkindzsucusi 2 - Troy muszó - Trusty Bell: Chopin no jume Reprise - Uncharted: El Dorado no hihó - Uncharted 2: Ougontó to kieta szendan - Uncharted 3: Szabaku ni nemuru Atlantis - Ultra Street Fighter IV - Wangan Midnight - Warhawk (Ázsiában) - Watch Dogs (Ázsiában) - World Soccer Winning Eleven 2009 (Ázsiában) - World Soccer Winning Eleven 2010 (Ázsiában) - World Soccer Winning Eleven 2011 (Ázsiában) - World Soccer Winning Eleven 2012 (Ázsiában) - World Soccer Winning Eleven 2013 (Ázsiában) - WWE SmackDown vs. Raw 2010 (Ázsiában) - Zone of the Enders HD Edition |

## PlayStation Portable
| - .hack//Link - 7th Dragon 2020 - Ace Combat X: Skies of Deception - Ace Combat X2: Joint Assault - Armored Core: Formula Front International - Byte Hell 2000 - Bleach: Heat the Soul - Bleach: Heat the Soul 2 - Bleach: Heat the Soul 3 - Bleach: Heat the Soul 4 - Bleach: Heat the Soul 5 - Bleach: Heat the Soul 6 - Bleach: Heat the Soul 7 - Bleach: Soul Carnival - Bokudzsó monogatari: Harvest Moon Boy and Girl - Bokudzsó monogatari: Sugar mura to minna no negai - Boku no nacujaszumi Portable - Boku no nacujaszumi Portable 2 - Boku no nacujaszumi 4 - Boku no vatasi no katamari damasii - Csikjú Bóeigun 2 Portable - Clank & Ratchet: Maru Hi Mission * Ignition - Coded Arms - Code Geass: Hangyaku no Lelouch – Lost Colors - Conception: Ore no kodomo vo unde kure!! - Dai-2-dzsi Super Robot taiszen Z hakai-hen - Dai-2-dzsi Super Robot taiszen Z szaiszei-hen - Danganronpa: Kibó no gakuen to zecubó no kókószei - Dead or Alive Paradise - Derby Time - Doko demo issó - Doko demo issó: Let’s gakkó! - Dragon Ball Z Tag VS - Dragoneer’s Aria - Eijú denszecu Gagharv Trilogy: Siroki madzso - Eijú denszecu Gagharv Trilogy: Akai sizuku - Eijú denszecu Gagharv Trilogy: Umi no oriuta - Eijú denszecu: Ao no kiszeki - Eijú denszecu: Szora no kiszeki FC - Eijú denszecu: Szora no kiszeki SC - Eijú denszecu: Szora no kiszeki the 3rd - Eijú denszecu: Zero no kiszeki - Exit (Ázsiában) - Fairy Tail: Portable Guild - Fairy Tail: Portable Guild 2 - Fate/Extra - Fate/Extra CCC - God Eater Burst - God Eater 2 - Gran Turismo - Grand Knights History - Geki szengoku muszó - Genszó szuikoden: Cumugaresi hjakunen no toki - Gundam Assault Survive - Gundam Battle Chronicle - Gundam Battle Royale - Gundam Battle Universe - Gundam Memories: Tatakai no kioku - Initial D Street Stage - Innocent Life: Sin Bokudzsó monogatari (Ázsiában) - Jeanne d’Arc - Ken to mahó to gakuen mono. - Ken to mahó to gakuen mono. 2 - Kenka bancsó 3: Zenkoku szeiha - Kenka bancsó 4: Icsinen szenszó | - Kenka bancsó 5: Otoko no hószoku - Kidó szensi Gundam Seed: Rengó vs. Z.A.F.T. Portable - Kidó szensi Gundam: Sin Gihren no jabó - Kidó szensi Gundam: Gihren no jabó – Axis no kjói - Kidó szensi Gundam: Giren no jabó – Axis no kjói V - Kidó szensi Gundam: Gundam vs. Gundam - Kidó szensi Gundam: Gundam vs. Gundam Next Plus - K-On! Hókago Live!! - Kotoba no Puzzle: Modzsipittan daidzsiten - Kuroko no Basket: Kiszeki no Game - Kurohjó: Rjú ga gotoku sinsó - LocoRoco - LocoRoco 2 - LittleBigPlanet (Ázsiában) - Lumines - Macross Ace Frontier - Macross Ultimate Frontier - Macross Triangle Frontier - Magna Carta Portable - Makai szenki Disgaea 2 Portable - Madzsong Fight Club - Mahó sódzso Lyrical Nanoha A’s Portable: The Battle of Aces - Mahó sódzso Lyrical Nanoha A’s Portable: The Gears of Destiny - Metal Gear Acid - Metal Gear Acid 2 - Metal Gear Solid: Portable Ops - Metal Gear Solid: Peace Walker - Minna no Golf Portable - Minna no Golf Portable 2 - Minna no Tennis Portable - MonHun nikki: Poka poka airou mura - Monster Hunter Portable - Monster Hunter Portable 2nd G - Monster Hunter Portable 3rd - Muszó Orochi - Muszó Orochi 2 Special - Muszó Orochi: Maó szairin - Mugen kairó - Namco Museum - Naruto sippúden: Narutimate Accel 3 - Naruto: Narutimate Portable mugendzsó no maki - Naruto sippúden: Narutimate Impact - Need for Speed: Underground Rivals - Najuta no kiszeki - Ore no imóto ga konna ni kavaii vake ga nai Portable ga cuzuku vake ga nai - Patapon - Patapon 2 - Patapon 3 - Persona 3 Portable - Phantasy Star Portable - Phantasy Star Portable 2 - PoPoLoCrois monogatari: Pietro ódzsi no bóken - Pop’n Music Portable 2 - Photo Kano - Prince of Persia: Rival Swords (Ázsiában) - Puzzle Bobble Pocket (Ázsiában) - Pipo szaru Academia - Pipo szaru Academia 2 - Princess Crown - Puzzle Bobble Pocket (Ázsiában) - Queen’s Blade: Spiral Chaos - Quiz Kidó szensi Gundam: Toi szensi DX - Ratchet & Clank 5: Gekitocu! Dodeka ginga no mirimiri gundan - Rengoku: Tower of Purgatory - Ridge Racers | - Szamuráj dó Portable - Szamuráj dó 2 Portable - Szaru Get You P! - Szaru Get You: Pipo szaru Racer - Szaru Get You: Szaruszaru daiszakuszen - SD Gundam G Generation Portable - SD Gundam G Generation World - SD Gundam G Generation Overworld - Sengoku Basara: Battle Heroes - Szengoku muszó 3 Z Special - Sirokisi monogatari Episode Portable: Dogma Wars - Sin szangoku muszó - Sin szangoku muszó: 2nd Evolution - Sin szangoku muszó 5 Empires - Sin szangoku muszó 5 Special - Sin szangoku muszó 6 Special - Sin szangoku muszó: Multi Raid - Space Invaders Extreme (Ázsiában) - Shining Hearts - Shining Blade - Sinszeiki Evangelion 2: Another Cases - Sutokó Battle - Soulcalibur: Broken Destiny - Super Robot taiszen MX Portable - Szuzumija Haruhi no jakuszoku - Summon Night 3 - Summon Night 4 - Summon Night 5 - Tales of Destiny 2 - Tales of Eternia - Tales of Phantasia: Full Voice Edition - Tales of Phantasia: Narikiri Dungeon X - Tales of the World: Radiant Mythology - Tales of the World: Radiant Mythology 2 - Tales of the World: Radiant Mythology 3 - Talkman - Talkman: Euro - Tekken: Dark Resurrection - Tekken 6 - Tencsi no mon (Ázsiában) - Tencsi no mon 2: Buszóden (Ázsiában) - Tencsu 4 Plus - Tencsu: Sinobi taizen - The Idolmaster SP: Missing Moon - The Idolmaster SP: Perfect Sun - The Idolmaster SP: Wandering Star - Toaru kagaku no csó dendzsihó - Toaru madzsucu no Index - ToraDora! Portable! - Toriko: Gourmet Survival - Tókiden - Valhalla Knights - Valhalla Knights 2 - Vampire Chronicle: The Chaos Tower - Winning Eleven 9: Ubiquitous Evolution - Winning Eleven 10: Ubiquitous Evolution - Ys I & II Chronicles - Ys Seven - Ys vs. Szora no kiszeki: Alternative Saga - Júsa 30 - Júsa no kusze ni namaikida - Júsa no kusze ni namaikida or 2 - Júsa no kusze ni namaikida: 3D - Zettai Hero kaizó keikaku - Zettai zecumei tosi 3 |

## PlayStation Vita
| - Akiba’s Trip 2 (Ázsiában) - Assassin’s Creed III: Liberation (Ázsiában) - BioHazard: Revelations 2 - BlazBlue: Continuum Shift Extend (Ázsiában) - Bullet Girls - Dragon’s Crown (Ázsiában) - Csikjú Bóeigun 3 Portable - Ciel Nosurge: Usinavareta hosi e szaszagu uta - Dai-3-dzsi Super Robot taiszen Z dzsigoku-hen - Dead or Alive 5 Plus (Ázsiában) - Demon Gaze - Dream Club Zero Portable - Eijú denszecu: Szen no kiszeki - Fate/hollow ataraxia - Fate/stay night Réalta Nua - Freedom Wars - God Eater 2 - Gravity Daze - Gundam Breaker - IA/VT Colorful - Katamari damasii no-Vita - Kidó szensi Gundam SEED Battle Destiny - Madzsong Fight Club: Sinsei tenkoku taiszen han - Makai szenki Disgaea 3 Return - Makai szenki Disgaea 4 Return | - Metal Gear Solid HD Collection - Minna no Golf 6 - Muszó Orochi 2 Ultimate - Nindzsa gaiden Sigma Plus (Ázsiában) - Nindzsa gaiden Sigma Plus 2 (Ázsiában) - Oboro Muramasza - Ore no sikabane vo koete juke 2 - Persona 4 The Golden - Ragnarok Odyssey - Ragnarok Odyssey ACE (Ázsiában) - Ridge Racer - Senran Kagura Estival Versus: Sódzsotacsi no szentaku - Senran Kagura Shinovi Versus: Sódzsotacsi no sómei - Sin kamaitacsi no joru: 11 Hitome no Suspect - Sinobido 2: Szange - Sin szangoku muszó Next - Szengoku muszó 4 - Soul Sacrifice - Soul Sacrifice Delta - Tales of Innocence R - Tókiden - Uncharted: Csizu no bóken no hadzsimari - Ys: Celceta no dzsukai - Zettai zecubó sódzso: Danganronpa Another Episode |